# Hagiwara-Sakutarō-Preis
Der Hagiwara-Sakutarō-Preis (jap. 萩原朔太郎賞, Hagiwara-Sakutarō-Shō) ist ein Literaturpreis für Gegenwartsdichtung, der seit 1993 alljährlich von der Stadt Maebashi im Gedenken an den ebendort geborenen Lyriker Hagiwara Sakutarō in Zusammenarbeit mit dem Verlag Shinchōsha und unter Mitwirkung der Towa-Bank vergeben wird. Der Preisträger erhält eine bronzene Büste des Dichters Hagiwara Sakutarō und ein Preisgeld in Höhe von 1 Million Yen.

## Preisträger
- 1993 Tanikawa Shuntarō für Sekenshirazu (世間知ラズ)
- 1994 Shimizu Tetsuo für Yūhi ni akai ho (夕陽に赤い帆)
- 1995 Yoshihara Sachiko für Hakkō (発光)
- 1996 Tsuji Yukio für Haikai Tsuji-shū (俳諧辻詩集)
- 1997 Shibusawa Takasuke für Ikikata shirezu shō (行き方知れず抄)
- 1998 Takarabe Toriko für Uyū no hito (烏有の人)
- 1999 Andō Motō für Meguri no uta (めぐりの歌)
- 2000 Eshiro Mitsuru für Kozue nite (梢にて)
- 2001 Machida Kō für Doma no shijūhachi taki (土間の四十八滝)
- 2002 Irisawa Yasuo für Tohoi utage (遐い宴楽)
- 2003 Yotsumoto Yasuhiro für Tsugumi no gogo (噤みの午後)
- 2004 Hirata Toshiko für Shi nanoka (詩七日)
- 2005 Arakawa Yōji für Shinri (心理)
- 2006 Matsumoto Keiji für Asutoronōto (アストロノート)
- 2007 Itō Hiromi für Togenuki shin Sugamo Jizō enki (とげ抜き新巣鴨地蔵縁起)
- 2008 Suzuki Shirōyasu für Koe no seichi (声の生地)
- 2009 Matsuura Hisaki für Kissui toshi (吃水都市)
- 2010 Koike Masayo für Korukata (コルカタ)
- 2011 Fukuma Kenji[1] für Aoi ie (青い家)[2]
- 2012 Sasaki Mikirō für Ashita (明日)
- 2013 Tatehata Akira für Shigo no Lesson (死語のレッスン)
- 2014 Misumi Mizuki für Rinjin no inai heya (隣人のいない部屋)
- 2015 Kawata Ayane für Gan no yo (雁の世)[3]
- 2016 Hiwa Satoko für Sunabumi (砂文)
- 2017 Okamoto Akira für Zekkei nōto (絶景ノート)
- 2018 Nakamoto Michiyo für Seppun (接吻)
- 2019 Wagō Ryōichi für Kyūkyūkyū (QQQ)
- 2020 Martha Nakamura für Ame o yobu tōdai (雨をよぶ灯台)
- 2021 Kishida Masayuki für Kaze no ryōbun (風の領分)
- 2022 Kawaguchi Harumi für Yagate majo no mori ni naru (やがて魔女の森になる)